# Selecció de futbol de Namíbia
La Selecció de futbol de Namíbia és l'equip representatiu del país a les competicions oficials. Està dirigida per la Namibia Football Association, pertanyent a la CAF.

## Participacions en la Copa del Món
- Des de 1930 a 1994 - No participà
- 1998 - No es classificà
- 2002 - No es classificà
- 2006 - No es classificà
- 2010 - No es classificà
- 2014 - No es classificà
- 2018 - No es classificà

## Participacions en la Copa d'Àfrica
- Des de 1957 a 1994 - No participà
- 1996 - No es classificà
- 1998 - Primera ronda
- 2000 - No es classificà
- 2002 - No es classificà
- 2004 - No es classificà
- 2006 - No es classificà
- 2008 - Primera ronda
- 2010 - No es classificà
- 2012 - No es classificà
- 2013 - No es classificà
- 2015 - No es classificà
- 2017 - No es classificà

## Copa COSAFA
- 2 cops finalista